# Kenneth J. Morton
Pour les articles homonymes, voir Morton.
Kenneth J. Morton est un entomologiste écossais, né en mai 1858 à Carluke, Lanarkshire (Écosse), et mort le 29 janvier 1940 à Édimbourg.
Il s’intéresse surtout aux odonates et aux neuroptères. Ses collections sont conservées au Musée royal d'Écosse.